# 海布
海布（捷克語：Cheb，捷克語：[ˈxɛp] ⓘ，埃格）是位于捷克卡罗维发利州奥赫热河畔的一座城市，人口33,462人。
海布緊臨巴伐利亞和捷克的邊界線，歷史上是德意志人聚居地，在二戰前該城的德裔人口佔99%。在1945年德意志人被驱逐之前，海布是德语文化区埃格兰的中心。该镇的历史中心保存完好，现被法律列为城市保护区加以保护。

## 历史

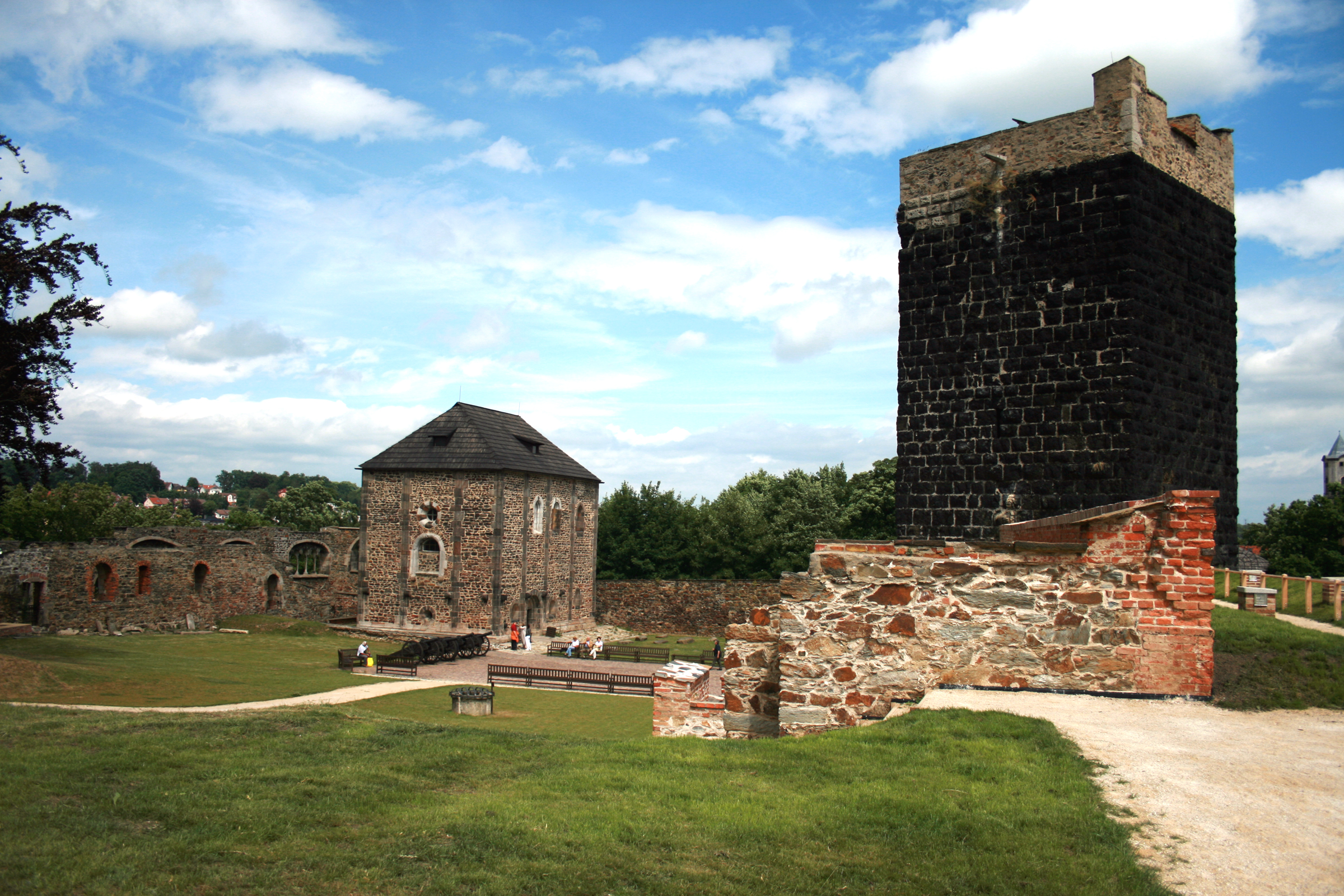
海布城堡与黑塔

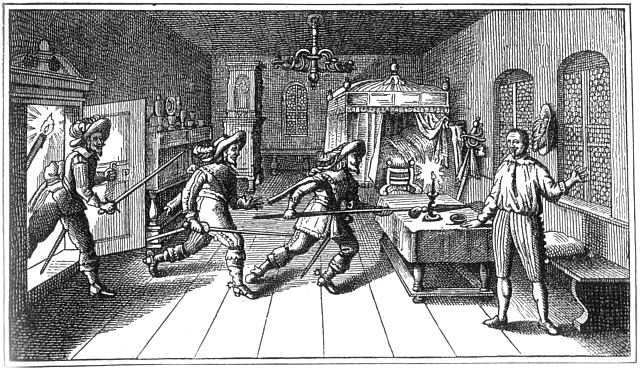
阿尔布雷希特·冯·瓦伦斯坦遇刺

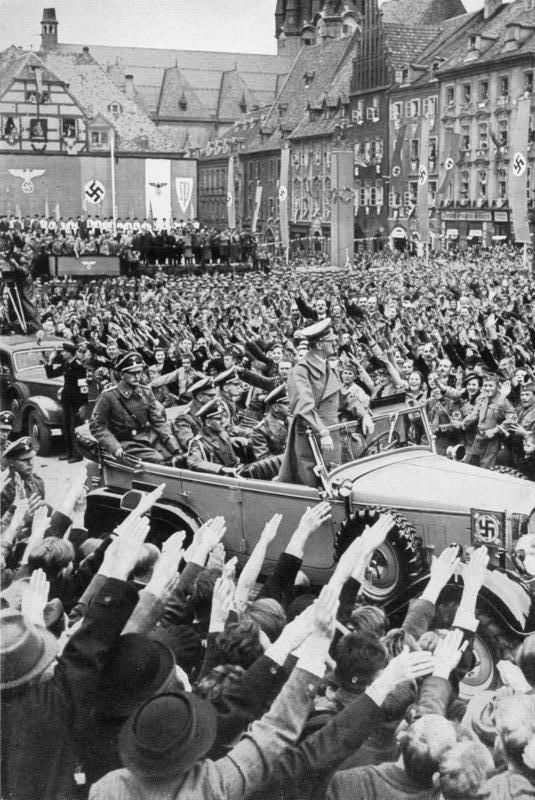
1938年10月3日，阿道夫·希特勒在海布接受群众欢迎

该地区最早的定居点是在现今海布城堡区域的一座斯拉夫戈尔德式要塞。 807年，如今的海布地区被纳入新建立的东法兰克边疆侯国，最初由巴本堡家族统治，自906年起归属于福堡侯爵。
海布的最早书面记载出现在1061年。 捷波尔特二世约于1125年在该戈尔德旧址上建造了城堡。 1149年，海布被描述为一个设防的市集。神圣罗马皇帝腓特烈一世「巴巴罗萨」于1167年获得海布。到1203年，它首次被称为一座城市，并成为历史地区“埃格尔兰”的中心。
1266年至1276年间，海布为波希米亚国王奥托卡二世所有。1270年大火之后建立了历史城区。波希米亚国王温塞斯拉斯二世于1291至1304年间统治该城，之后德意志国王阿尔布雷希特一世取得该地区。直到1322年，海布才成为波希米亚王冠领的永久一部分，当时波希米亚国王约翰从皇帝路易四世手中取得了它。 后来的地方历史中，海布持续反对并入波希米亚。
1389年5月5日，在神圣罗马帝国皇帝温塞斯拉斯四世与德国西南部帝国自由城市代表于海布举行的帝国会议上，签订了《海布条约》，此前温塞斯拉斯未能确保对该城的控制。 15世纪时，海布是波希米亚王国最大、最富有的城市之一，拥有约7300名居民。
该镇在胡斯战争、三十年战争中1631年和1647年的瑞典入侵、以及1742年的奥地利王位继承战争中严重受损。 1634年，阿尔布雷希特·冯·瓦伦斯坦在三十年战争期间被杀于此。1723年，海布成为皇家自由市。1809年，一场大火摧毁了老城区北部，许多中世纪建筑被毁。
1757年，为配合奥地利中央集权政策，该镇的财政自治被废除。1848年，市议会要求从波希米亚分离，并恢复地方议会。
1919年，《圣日耳曼条约》的条款引发了与新成立的捷克斯洛伐克第一共和国之间的民众动荡，与苏台德地区其他地方类似。战间期，随着工业发展，许多捷克族居民迁入该镇。
在慕尼黑协定前夕的苏台德危机中，该镇被纳粹德国支持的准军事组织苏台德德国自由军團占领。 1938年10月3日，阿道夫·希特勒访问该镇；不久之后，德国国防军进入苏台德地区并控制该镇。1938年至1945年，海布被纳入纳粹德国，行政上隶属于苏台德帝国大区。盖世太保和“秩序警察”在此设有监狱，囚犯被迫从事纳粹德国统治下的强制劳动。 1945年4月25日，海布由美国陆军第97步兵师解放。
第二次世界大战结束后，该地区归还给捷克斯洛伐克。根据贝奈斯法令与当年的波茨坦协定，德语居民被驱逐。

## 人口
1910年，仅有0.5%的人口为捷克族。 直到1945年，该地区仍属于北巴伐利亚方言区。第二次世界大战后，随着日耳曼裔居民被驱逐与捷克人的迁入，海布的人口大幅下降。
目前海布拥有一大批越南裔捷克人社群。 这些家庭最初是在共产党时期作为外籍劳工受邀前来捷克斯洛伐克的。

## 友好城市
海布与以下城市缔结为友好城市：
- 越南 北宁市
- 德国 霍夫
- 斯洛伐克 新杜布尼察

自铁幕倒塌以来，海布也与邻近的德国城市瓦尔德萨森和马克特雷德维茨保持着友好关系。